# Boku no taiyō
Boku no taiyō (僕の太陽? lett. "Il mio sole") è il quinto singolo discografico major (settimo in assoluto) del gruppo di idol giapponesi AKB48, pubblicato dall'etichetta DefSTAR Records l'8 agosto 2007. Il singolo è arrivato alla sesta posizione della classifica dei singoli più venduti della settimana Oricon. Il brano è stato utilizzato come sigla di apertura dell'anime Deltora Quest.

## Tracce
CD singolo
Testi di Yasushi Akimoto.
1. Boku no taiyō (僕の太陽) – 4:55 (musica: Yoshimasa Inoue)
2. Mirai no kajitsu (未来の果実) – 4:54 (musica: Mio Okada)
3. Boku no taiyō (Instrumental) – 4:55
4. Mirai no kajitsu (Instrumental) – 4:54

Durata totale: 19:38

## Formazione
All'incisione della title track hanno partecipato quattordici membri facenti parte dei Team A, K e B:
Team A
- Atsuko Maeda (center)
- Tomomi Itano
- Haruna Kojima
- Minami Minegishi
- Rina Nakanishi
- Mai Ōshima
- Mariko Shinoda
- Minami Takahashi

Team K
- Sayaka Akimoto
- Tomomi Kasai
- Sae Miyazawa
- Erena Ono
- Yūko Ōshima

Team B
- Mayu Watanabe

All'incisione del lato B hanno partecipato i seguenti membri:
- Sayaka Akimoto
- Tomomi Itano
- Tomomi Kasai
- Haruna Kojima
- Atsuko Maeda
- Yuka Masuda
- Minami Minegishi
- Sae Miyazawa

- Rina Nakanishi
- Erena Ono
- Mai Ōshima
- Yūko Ōshima
- Mariko Shinoda
- Minami Takahashi
- Ayaka Umeda
- Mayu Watanabe

## Classifiche
| Classifica (2007)     | Posizione più alta |
| --------------------- | ------------------ |
| Oricon weekly singles | 6                  |